# Терсянский сельский совет (Новониколаевский район)
Терсянский сельский совет (укр. Терсянська сільська рада) — входит в состав
Новониколаевского района
Запорожской области
Украины.
Административный центр сельского совета находится в 
с. Терсянка.

## История
- 1943 — дата образования.

## Населённые пункты совета
- с. Терсянка
- с. Викторовка
- с. Воскресенка
- с. Заливное
- с. Зелёная Диброва
- с. Криновка
- с. Марьяновка
- с. Неженка
- с. Нововикторовка
- с. Розовка
- с. Терновка

## Ликвидированные населённые пункты совета
- с. Литовка